# Lijst van Kazachse autosnelwegen

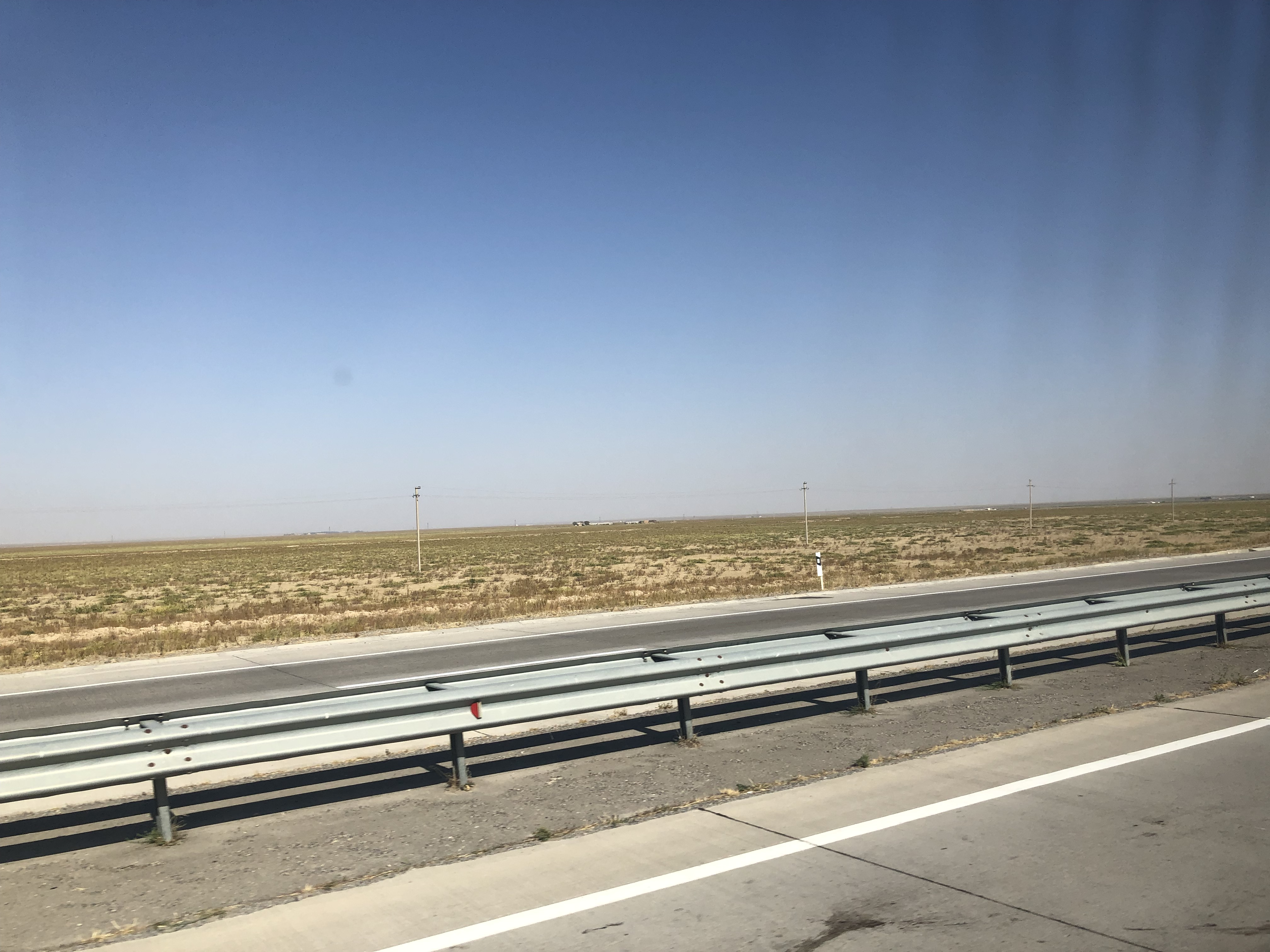
De M32/E38

Wegnummer van de A1

Hieronder volgt een lijst van autosnelwegen in  Kazachstan. Snelwegen zijn groen-wit bewegwijzerd.
- A1: snelwegdeel van 280 kilometer tussen Astana en Kokshetau [1][2][3]
- A2: weg van 1197 kilometer met verschillende snelwegdelen (Khorgos-Almaty en Almaty-Shymkent), van de grens met Oezbekistan tot de grens met China (Chinese autosnelweg G30) [4][5] In 2024 opende op de A2 Kazachstan langste wegtunnel.[6]
- A3: snelwegdeel van 230 kilometer tussen Almaty en Taldykorgan [7][8]
- A17/R4: weg tussen Astana en Pavlodar [9]
- M32: snelwegdeel Kyzyl-Orda - Shymkent
- M36: snelwegdeel Karagandy - Astana [10][11][12]
- Ring om Astana of R-10: ringweg van 87 kilometer om Astana, geopend in 2019 [13]
- Ring om Almaty of BAKAD (Russisch: БАКАД, Большая алматинская кольцевая автомобильная дорога, Bol'shaya almatinskaya kol'tsevaya avtomobil'naya doroga): ringweg van 66 kilometer om Almaty [14][15][16]